# 斯塔普氏妊麗魚
斯塔普氏妊麗魚，為輻鰭魚綱鱸形目隆頭魚亞目慈鯛科的其中一種，分布於非洲坦干伊喀湖流域，體長可達15公分，棲息在中底層水域，生活習性不明。